# Підводні човни типу «Сірен»
| Підводні човни типу «Сірен»                                           | Підводні човни типу «Сірен»                          | Підводні човни типу «Сірен»                          |
| --------------------------------------------------------------------- | ---------------------------------------------------- | ---------------------------------------------------- |
| Classe Sirène (1925)                                                  |                                                      |                                                      |
|                                                                       |                                                      |                                                      |
| Французький підводний човен «Галаті» типу «Сірен» у порту Орана. 1932 |                                                      |                                                      |
| Верф                                                                  | Ateliers et chantiers de la Loire, Сен-Назер         | Ateliers et chantiers de la Loire, Сен-Назер         |
| Під прапором                                                          | Франція · Режим Віші                                 | Франція · Режим Віші                                 |
| Належність                                                            | Військово-морські сили Франції · Режим Віші          | Військово-морські сили Франції · Режим Віші          |
| Замовлення                                                            | 4                                                    | 4                                                    |
| Закладений                                                            | 4                                                    | 4                                                    |
| Спуск на воду                                                         | 4                                                    | 4                                                    |
| Введений до складу флоту                                              | 4                                                    | 4                                                    |
| Виведений зі складу флоту                                             | 4                                                    | 4                                                    |
| На службі                                                             | 1926 —1942                                           | 1926 —1942                                           |
| Загибель                                                              | 4                                                    | 4                                                    |
| Бойовий досвід                                                        | Друга світова війна                                  | Друга світова війна                                  |
| Проєкт                                                                |                                                      |                                                      |
| Тип ПЧ                                                                | прибережні дизель-електричні підводні човни          | прибережні дизель-електричні підводні човни          |
| Попередній проєкт                                                     | —                                                    | —                                                    |
| Наступний проєкт                                                      | типу «Аріан»                                         | типу «Аріан»                                         |
| Основні характеристики                                                |                                                      |                                                      |
| Екіпаж                                                                | 41 офіцер та матрос                                  | 41 офіцер та матрос                                  |
| Розміри                                                               |                                                      |                                                      |
| Довжина найбільша (по КВЛ)                                            | 64 м                                                 | 64 м                                                 |
| Ширина корпусу найб.                                                  | 5,2 м                                                | 5,2 м                                                |
| Середня осадка (по КВЛ)                                               | 4,3 м                                                | 4,3 м                                                |
| Водотоннажність надводна                                              | 619 тонн                                             | 619 тонн                                             |
| Водотоннажність підводна                                              | 769 тонн                                             | 769 тонн                                             |
| Силова установка                                                      |                                                      |                                                      |
| Дизель-електрична: 2 × дизельних двигуни Sulzer 2 × електродвигуни    |                                                      |                                                      |
| Гвинти                                                                | 2                                                    | 2                                                    |
| Потужність                                                            | 2 × 600 к.с. (дизелі) 2 × 500 к. с. (електродвигуни) | 2 × 600 к.с. (дизелі) 2 × 500 к. с. (електродвигуни) |
| Озброєння                                                             |                                                      |                                                      |
| Артилерія                                                             | 1 × 75-мм гармата modèle 1897                        | 1 × 75-мм гармата modèle 1897                        |
| Торпедно- мінне озброєння                                             | 7 × 533-мм торпедних апаратів 8 торпед               | 7 × 533-мм торпедних апаратів 8 торпед               |
| ППО                                                                   | 2 × 8-мм зенітні кулемети                            | 2 × 8-мм зенітні кулемети                            |

Підводні човни типу «Сірен» (фр. Classe Sirène (1925) — тип французьких прибережних підводних човнів 600 серії, побудованих французькою суднобудівельною компанією Ateliers et chantiers de la Loire у Сен-Назері з 1923 по 1927 рік. Загалом побудовано 4 підводних човни цього типу.

## Список підводних човнів «Сірен»
Чотири підводні човни типу «Сірен» будувала компанія Ateliers et chantiers de la Loire у Сен-Назері у період з 1923 до 1927 року.
| Човен    | Закладка | Спущений | Введений до строю | Виведений | Прим.                                                                            |
| -------- | -------- | -------- | ----------------- | --------- | -------------------------------------------------------------------------------- |
| «Галаті» | 1924     | 1925     | 1927              | 1942      | 27 листопада 1942 року самозатоплений екіпажем у Тулоні                          |
| «Наяде»  | 1923     | 1925     | 1927              | 1942      | 27 листопада 1942 року самозатоплений екіпажем у Тулоні                          |
| «Німфе»  | 1923     | 1926     | 1927              | 1938      | У 1938 році виведений зі складу флоту та 25 червня 1941 року розібраний на брухт |
| «Сірен»  | 1923     | 1925     | 1927              | 1942      | 27 листопада 1942 року самозатоплений екіпажем у Тулоні                          |